# Ariana Grande
Ariana Grande, ameriška pevka in igralka, * 26. junij 1993, Boca Raton, Florida, Združene države Amerike.
Svojo kariero je začela na Broadwayju z vlogo v muzikalu 13, potem pa leta 2009 zaslovela z vlogo Cat Valentine v Nickelodeonevi televizijski seriji Victorious. Potem ko se je serija po štirih sezonah končala, je igralsko kariero nadaljevala v nadaljevanki Sam & Cat, ki pa se je končala že leta 2014. Pojavljala se je tudi v drugih gledaliških, televizijskih in filmskih vlogah ter posojala glasove likom v animiranih filmih.
Arianina glasbena kariera se je začela s pesmimi, ki jih je posnela za serijo Victorious. Kasneje je podpisala pogodbo z založbo Republic Records in leta 2013 izdala svoj debitantski album Yours Truly, ki se je uvrstil na prvo mesto lestvice Billboard 200. Prvi singl z njega, »The Way«, se je uvrstil med top 10 pesmi na lestvici Billboard Hot 100. Njen širok razpon glasu večkrat primerjajo s pevsko divo Mariah Carey. Tudi njen drugi album, My Everything (2014), se je v ZDA uvrstil na sam vrh. Z albuma je izdala dva hit singla »Problem« in »Break Free«. S pesmimi »Problem«, »Break Free«, »Bang Bang« in »Love Me Harder« je bila 34 tednov zaporedoma v prvi deseterici lestvice Billboard Top 100. 20. maja 2016 je izdala svoj tretji studijski album Dangerous Woman.
Ariana je prejela nagrado za najboljšo izvajalko leta na prireditvi American Music Awards 2013, nagrado za preboj leta Music Business Association, najboljši pop video na MTV Video Music Awards 2014, najboljšo pesem in najboljšo žensko izvajalko MTV European Music Awards 2014, bila pa je tudi nominirana za dva grammyja v kategorijah Najboljši pop vokalni album ter Najboljša pop duo/skupinska izvedba.

## Filmografija

### Televizija
| Leto    | Naslov              | Vloga                   | Opombe                               |
| ------- | ------------------- | ----------------------- | ------------------------------------ |
| 2009    | The Battery's Down  | Bat Mitzvah Riffer      | Epizoda: »Bad Bad News«              |
| 2010–13 | Victorious          | Cat Valentine           | Glavna vloga (56 epizod)             |
| 2011    | iCarly              | Cat Valentine           | Epizoda: »iParty With Victorious«    |
| 2011–13 | Winx Club           | Princesa Diaspro (glas) | stalna vloga (13 epizod)             |
| 2013    | Swindle             | Amanda Benson           | TV-film                              |
| 2013–14 | Sam & Cat           | Cat Valentine           | Glavna vloga (vseh 35 epizod)        |
| 2014    | Family Guy          | Italian Daughter (glas) | Epizoda: »Mom's the Word«            |
| 2014    | Saturday Night Live | ona/glasbena gostja     | Epizoda: »Chris Pratt/Ariana Grande« |
| 2014    | RuPaul's Drag Race  | ona/gostujoča sodnica   | Epizoda: »Ru Hollywood Stories«      |
| 2015    | Scream Queens       | Chanel #2               | stalna vloga                         |

### Film
| Leto | Naslov                       | Vloga            | Opombe |
| ---- | ---------------------------- | ---------------- | ------ |
| 2011 | Snowflake, the White Gorilla | Snowflake (glas) |        |
| 2015 | Underdogs                    | Laura (glas)     |        |

## Diskografija

### Albumi
- Yours Truly (2013)
- My Everything (2014)
- Dangerous Woman (2016)
- Sweetener (2018)
- Thank U, Next (2019)
- Positions (2020)
- Eternal Sunshine (2024)

### EP-ji
- Christmas Kisses (2013)
- Christmas & Chill (2015)

### Turneje
- The Listening Sessions (2013)
- The Honeymoon Tour (2015)
- Dangerous Woman Tour (2017)
- Sweetener Sessions (2018)
- Sweetener World Tour (2019)